# Spongicola cubanicus
Spongicola cubanicus is een tienpotigensoort uit de familie van de Spongicolidae. De wetenschappelijke naam van de soort is voor het eerst geldig gepubliceerd in 1994 door Ortiz, Gómez & Lalana R..